# Rubroboletus rubrosanguineus
Rubroboletus rubrosanguineus (Jean-Louis Cheype, 1983 ex Kuan Zhao și Zhu-Liang Yang, 2014), sin. Boletus rubrosanguineus (Hans Walty, 1947 ex Jean-Louis Cheype, 1983), din încrengătura Basidiomycota în familia Boletaceae și de genul Rubroboletus este o specie de ciuperci otrăvitoare și micorizante (formează micorize pe rădăcinile de arbori). O denumire populară nu este cunoscută. Acest burete destul de rar care însă rămâne fidel amplasamentului, dezvoltându-se acolo uneori în număr mai mare, trăiește în România, Basarabia și Bucovina de Nord numai sporadic izolat, în primul rând în grupuri mai mici, pe sol calcaros sau argilos, de la câmpie la deal în păduri de foioase și în cele  mixte preponderent sub fagi și stejari, dar în regiunile submontane și montane în păduri de conifere, sub brazi și molizi. Timpul apariției este din (iunie) iulie până în octombrie.

## Taxonomie
În 1947, specia a fost pomenită și desenată/pictată pentru prima dată de acuarelistul și micologul de pasiune elvețian Emanuel Hans Anton Walty (1868-1948) drept Boletus purpureus var. rubrosanguineus în  Planches Suisses de Champignons pour amateurs, validat de micologul francez Jean-Louis Cheype sub numele binomial acceptat Boletus rubrosanguineus, de verificat în volumul 13 al jurnalului micologic Documents Mycologiques din 1983. Această denumire este încă folosită în foarte multe cărți micologice.
Apoi, în 2014, micologii chinezi Kuan Zhao și Zhu-Liang Yang au creat noul gen Rubroboletus și au transferat specia într-acolo sub păstrarea epitetului, de verificat în volumul 188 al jurnalul științific Phytotaxa din 2014. Acest taxon este numele curent valabil (2020).
Mai trebuie menționat, că comitetul de nomenclatură Index Fungorum propune denumirea Suillellus rubrosanguineus, hotărâtă de micologul spaniol Jaime Bernardo Blanco-Dios în 2015, ca nume curent.
Epitetul se trage din cuvintele (latină ruber=înroșit, roșu, vopsit roșu) și (latină sanguineus, -a, -um=însângerat, sângeros, roșu sângeriu), datorită aspectului.

## Descriere

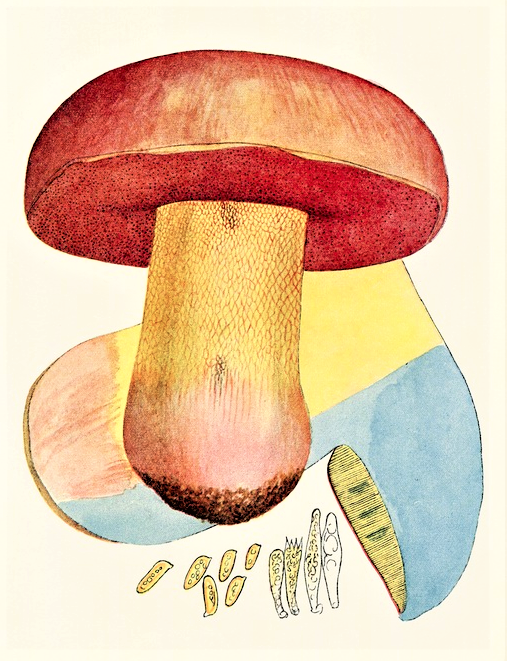
Bres.: Boletus purpureus

- Pălăria: compactă și cărnoasă cu un diametru de 7–20(–25)cm este inițial emisferică cu marginea rulată spre inferior, apoi convexă în formă de pernă și la bătrânețe aplatizată și neregulat ondulată, în special spre margine. Suprafața uscată, în tinerețe mată și fin pâsloasă, devine cu timpul goală, spre centru adesea crustată, și atunci la umezeală chiar ceva unsuroasă. Coloritul este în tinerețe albicios, gri-albicios, gri-brun sau ca cafeaua cu lapte, mai târziu, roșiatic deschis până roz-vinaceu. Locurile roase de animale sunt de un vinaceu puternic. Cuticula nu se decolorează după apăsare.
- Tuburile și porii: sporiferele care sunt ușor de îndepărtat de pălărie au o lungime de până la 3,5cm. Coloritul la început de un galben viu mai târziu fumuriu măsliniu, schimbă după tăiere repede în albăstrui. Porii minusculi și  rotunjori, sunt inițial pentru scurt timp galbeni până galben-verzui, devenind repede în întregime saturat carmin până roșu-sângerii, pătând și ei albastru după atingere.
- Piciorul: cărnos, tare și plin are o lungime de 5–10(12)cm și o grosime de 2,5–4,5cm, este la început foarte bulbos, apoi însă, cu avansarea în vârstă, ia forma de măciucă, chiar aproape de cilindru. Coaja netedă și pe fund galben-aurie până galben-portocalie este acoperită de o grilă distinctă cu ochiuri înguste roșu-purpurii, rămânând spre vârf galben-portocalie. Baza acoperită de un fetru gri-măsliniu prezintă un miceliu bazal slab gălbui. Locurile roase de animale sunt galbene ca lămâia. Nu prezintă un inel.
- Carnea: de colorit galben-crom sau galben-sulf devine albastră la contact cu aerul, dar destul de încet și numai moderat puternic. După câtva timp, decolorarea se estompează spre un galben tulbure, dar baza piciorului este și rămâne de culoare vinacee. Mirosul este nespecific și gustul blând, slab amărui.[3][4]
- Caracteristici microscopice: sporii de culoare gălbuie sunt netezi, de lățime inegală, fusiform-bulboși cu pereți destul de groși, amilozi (ce înseamnă colorabilitatea structurilor tisulare folosind reactivi de iod), având o mărime de 12-18 x 4,5- 6,5 microni. Pulberea lor este brun-măslinie. Basidiile clavate cu 4 sterigme fiecare măsoară 25-40 × 9-13 (15) microni. Pileocistidele (elemente sterile de pe suprafața pălăriei) cu o lățime de 2,5–9 µm sunt un trichoderm (perpendicular pe suprafața pălăriei) de hife cilindrice septate, repede aplatizate. Cistidele (elemente sterile situate în stratul himenal sau printre celulele din pielița pălăriei și a piciorului, probabil cu rol de excreție) cu pereți subțiri, fusiforme, adesea în formă de sticlă, au o dimensiune de 40-50 x 6-10 microni.[12][13]
- Reacții chimice: nu sunt cunoscute.

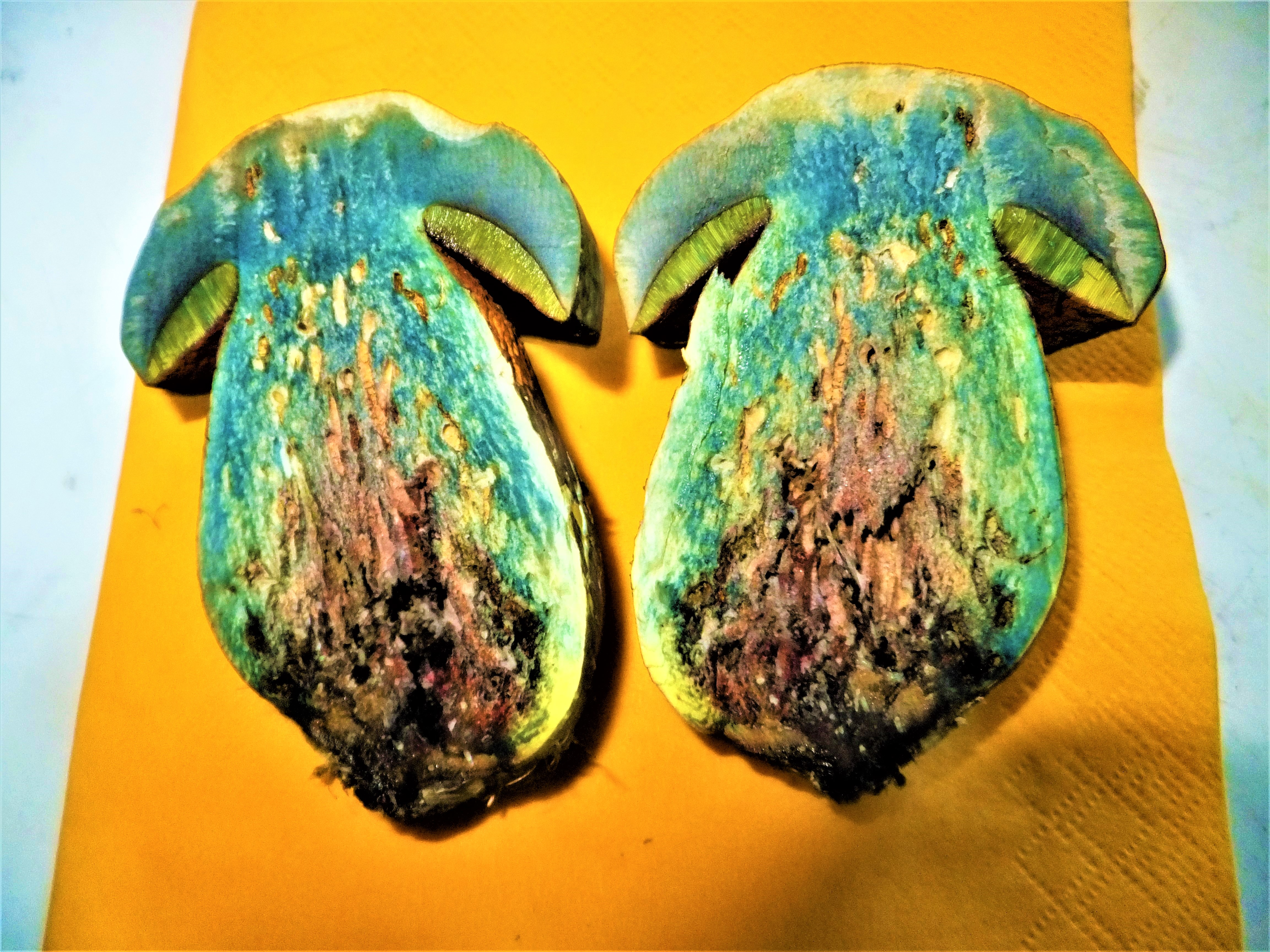
R. rubrosanguineus, secțiune longitudinală
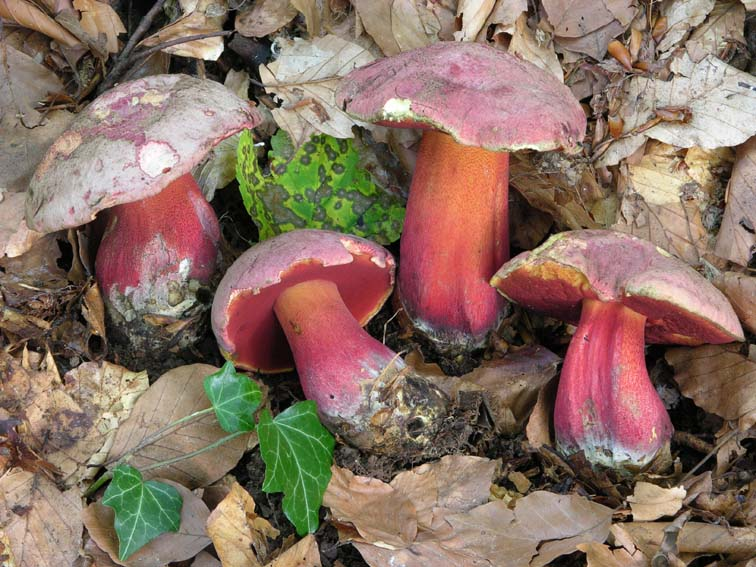
R. rubrosanguineus, maturi aspect general cu pori și picior
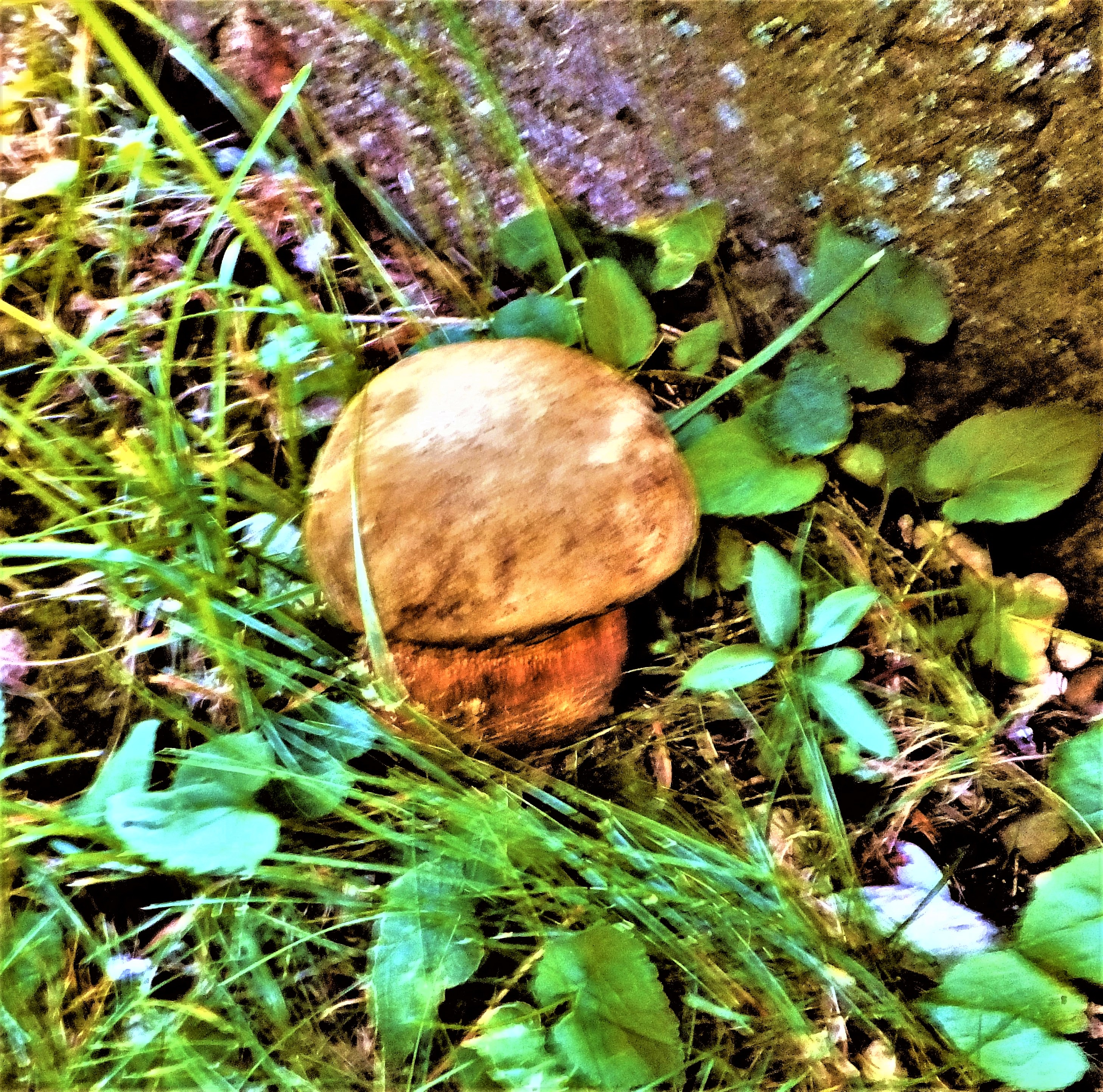
R. rubrosanguineus tânăr

## Confuzii
Există mai multe ciuperci asemănătoare cu Rubroboletus rhodoxanthus, în special buretele dracului. Unele sunt otrăvitoare sau necomestibile, altele sunt savuroase. Câteva exemple:
- Bureți otrăvitori sau de valoare neclară: Boletus luteocupreus sin. Imperator luteocupreus,[14] Boletus splendidus ssp. moseri,[15] Rubroboletus eastwoodiae (otrăvitor, asemănător în aspect cu buretele dracului, încă nu găsit în Europa),[16], Rubroboletus legaliae sin. Boletus legaliae, Boletus satanoides, ( foarte similar, suspect, crud mereu foarte toxic),[17] Rubroboletus lupinus (otrăvitor),[18] Rubroboletus purpureus (otrăvitor, gust tare neplăcut),[19] Rubroboletus satanas.[20]
- Bureți necomestibili: Boletus calopus (foarte amar),[21] Boletus permagnificus,[22] Rubroboletus rhodoxanthus (crud foarte toxic, bine fiert probabil comestibil, de calitate mediocră, ușor de confundat cu buretele dracului, comestibilitatea fiind discutată, de aceea indicat aici necomestibil).[23]
- Bureți comestibili: Boletus erythropus sin. Boletus luridiformis (foarte gustos),[24] Boletus luridus (foarte gustos),[25] Boletus pulverulentus (de calitate mediocră),[26] Rubroboletus dupainii (comestibil).[27]

## Specii asemănătoare în imagini

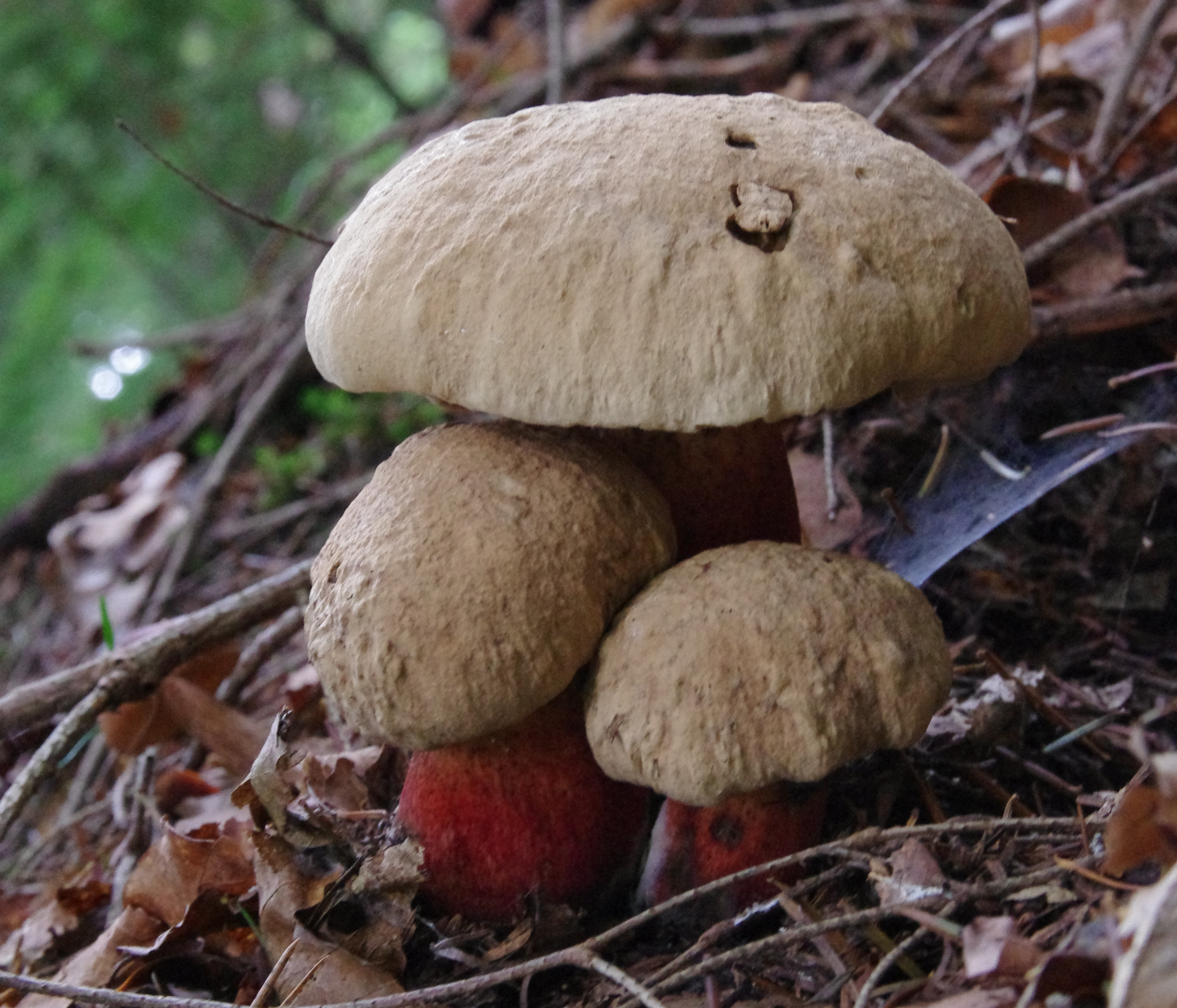
!Boletus calopus!
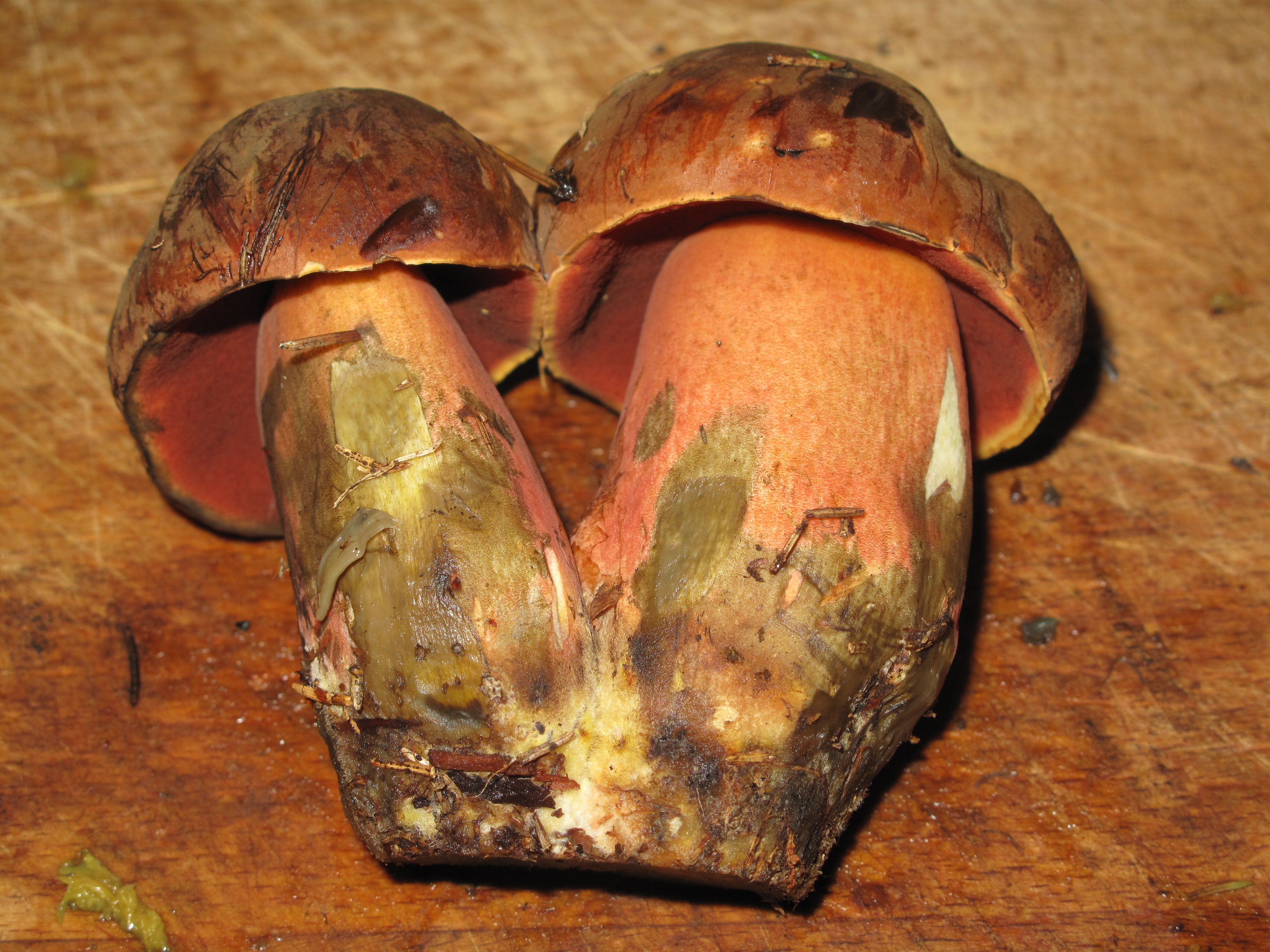
Boletus erythropus
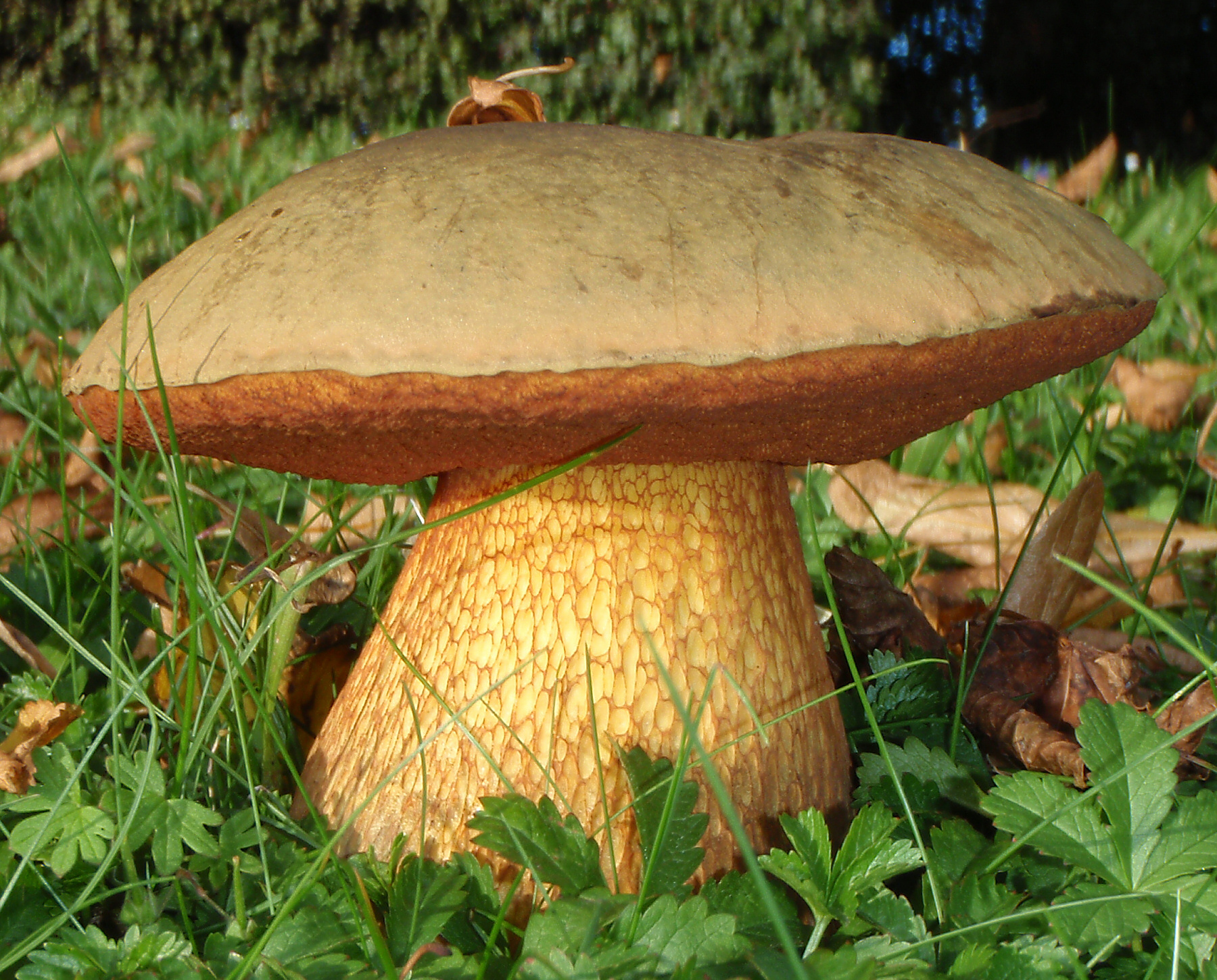
Boletus luridus
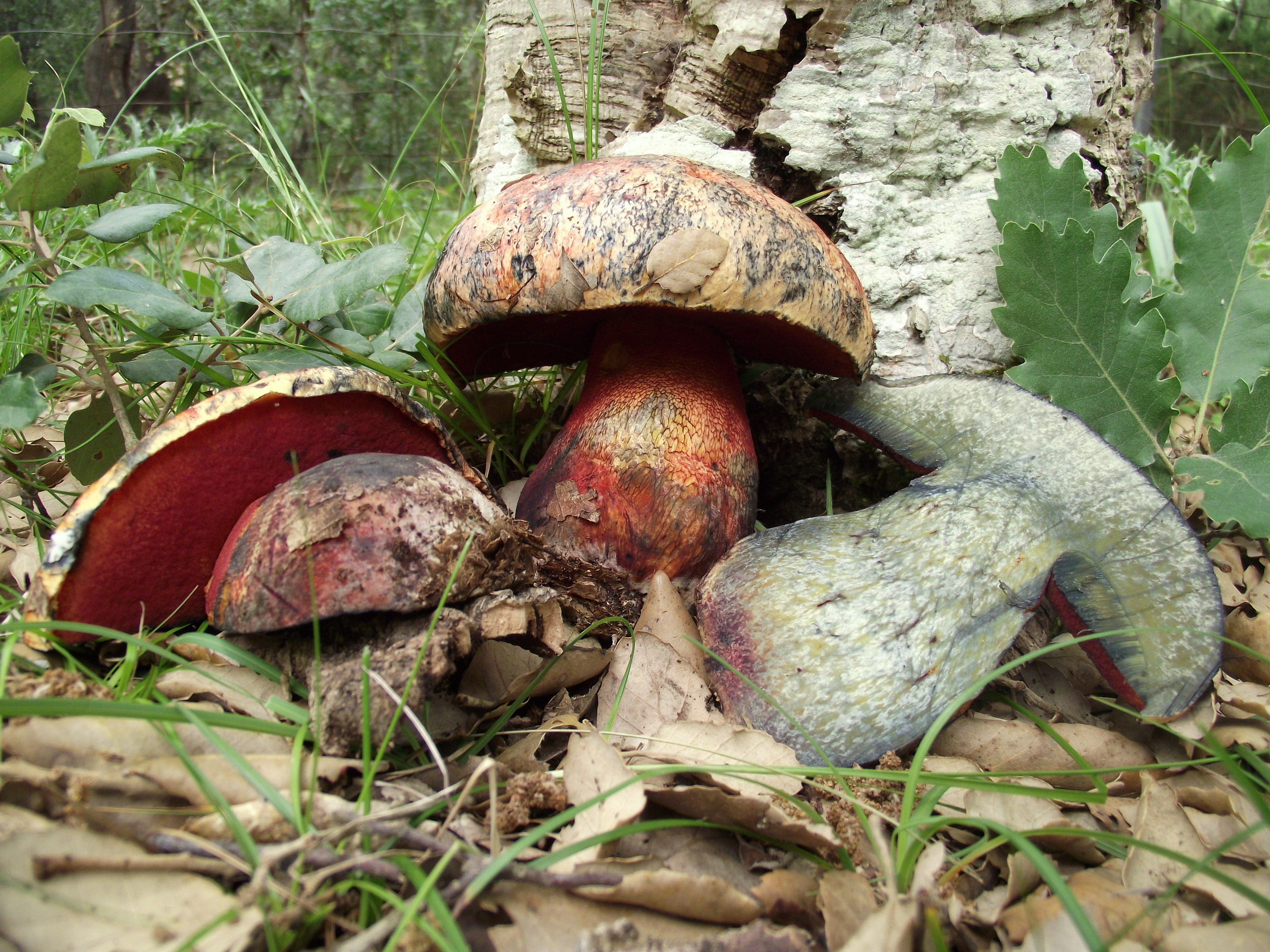
Boletus luteocupreus sin. Imperator luteocupreus
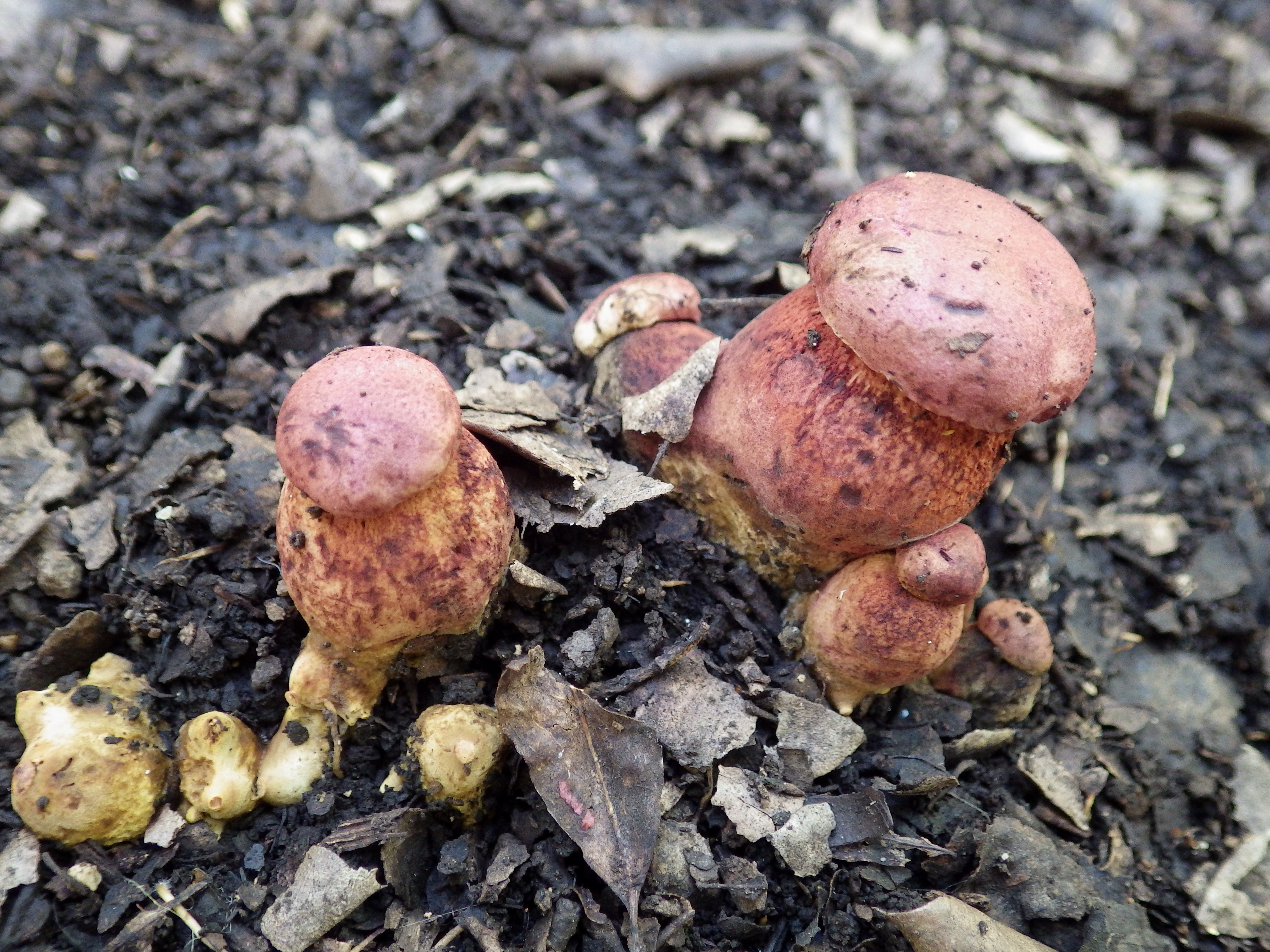
!Boletus permagnificus!
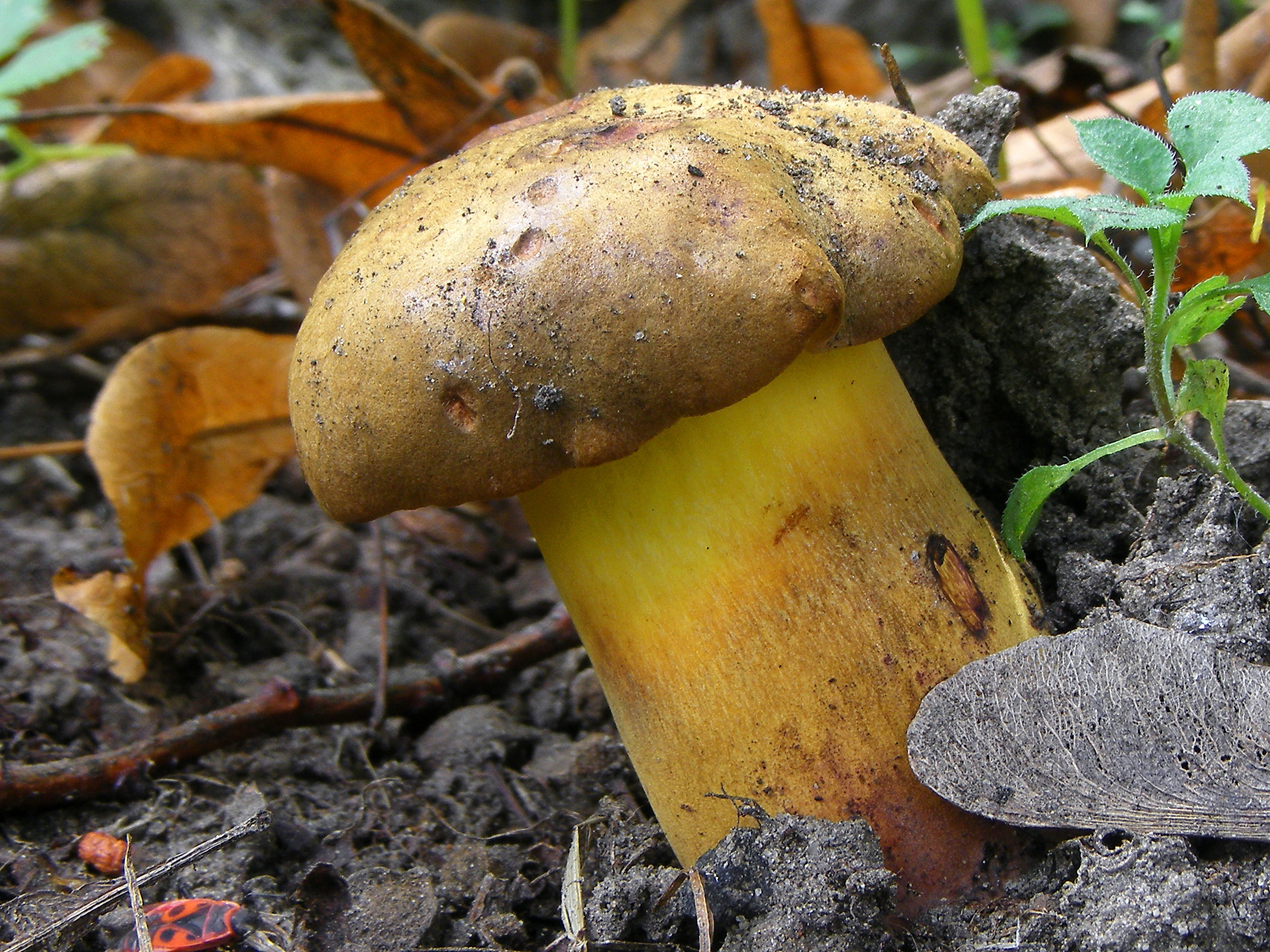
!Boletus pulverulentus!
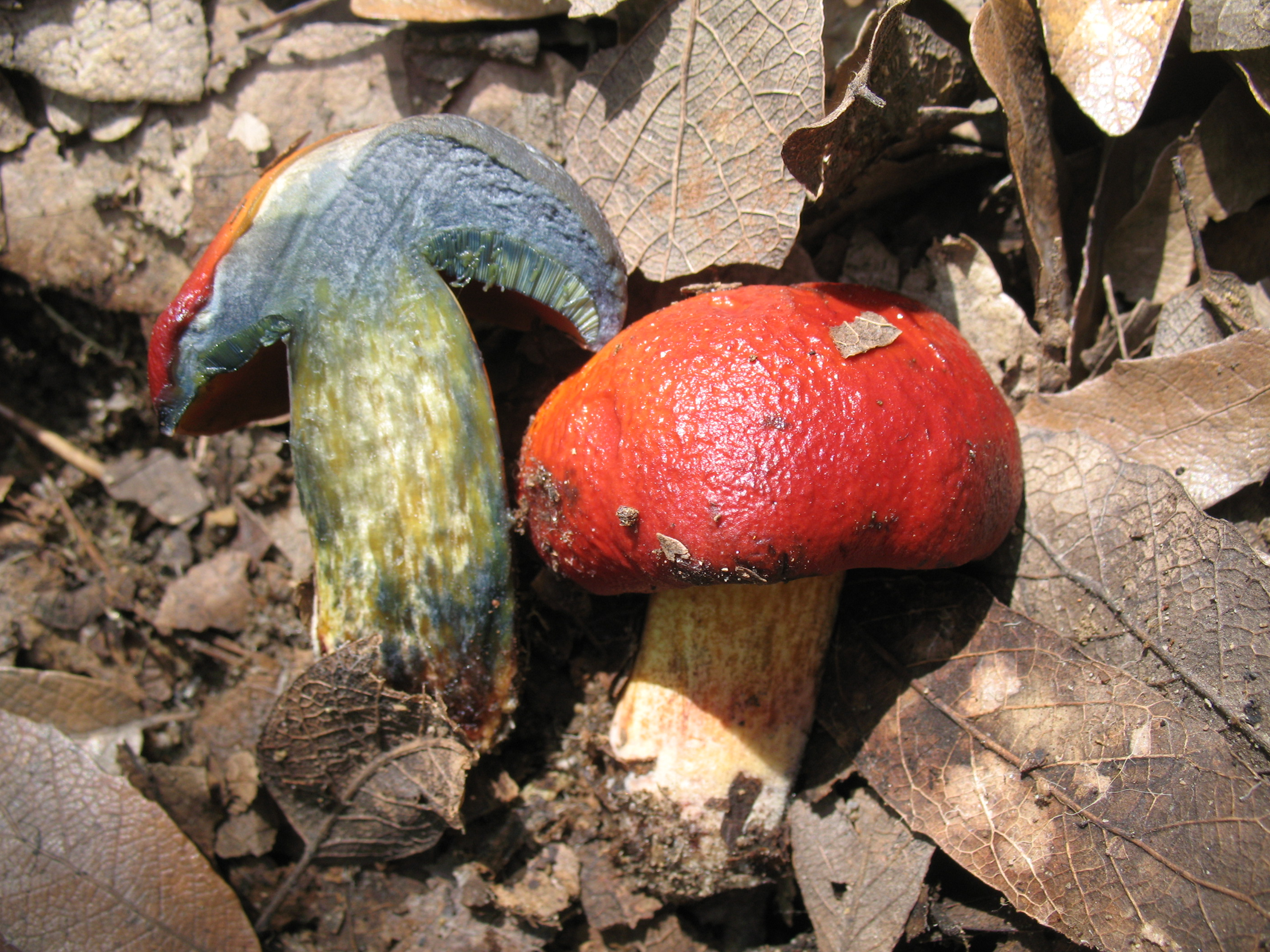
Rubroboletus dupainii
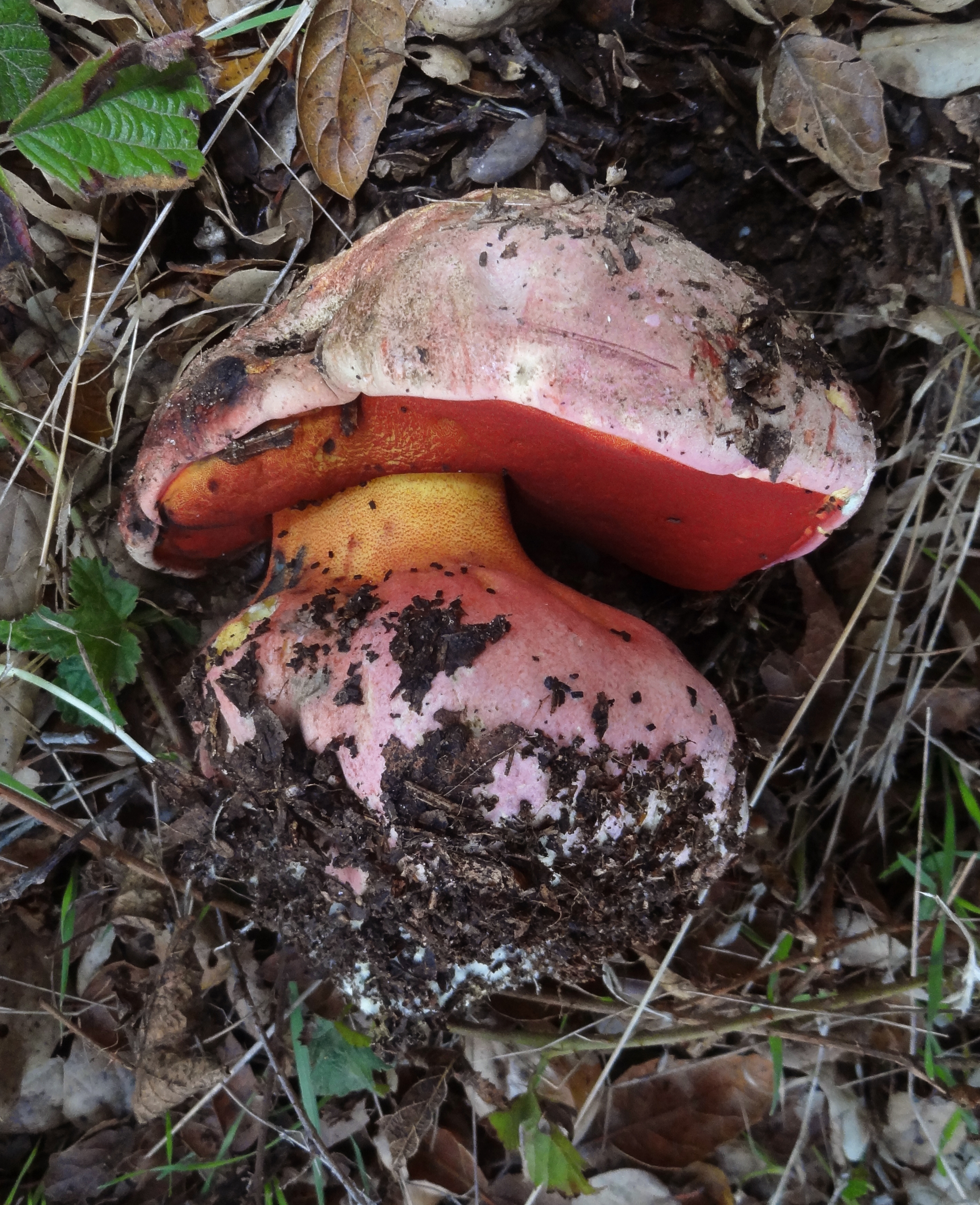
!!Rubroboletus eastwoodiae!!

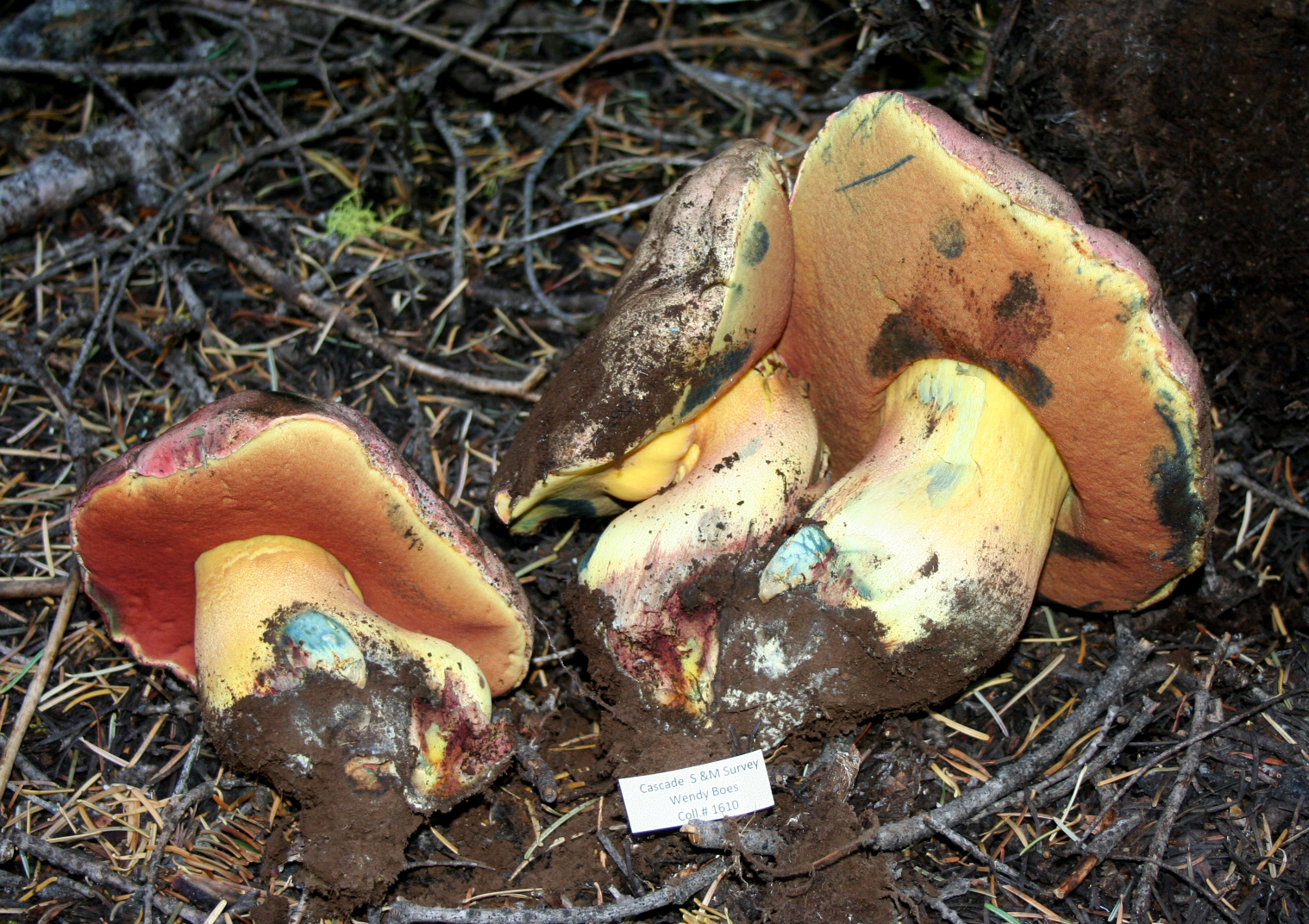
!!Rubroboletus haematinus!!
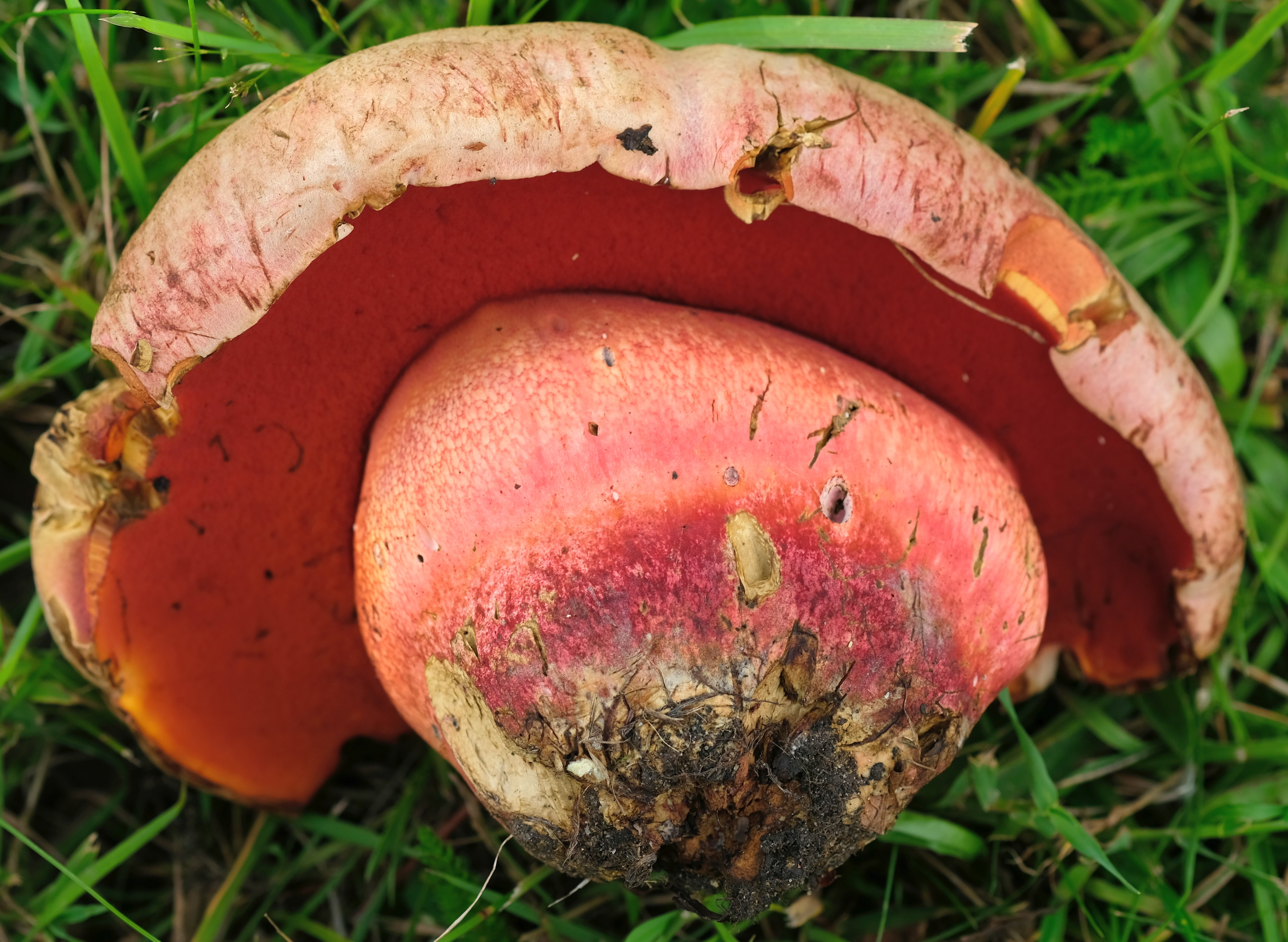
!!Rubroboletus legaliae!!
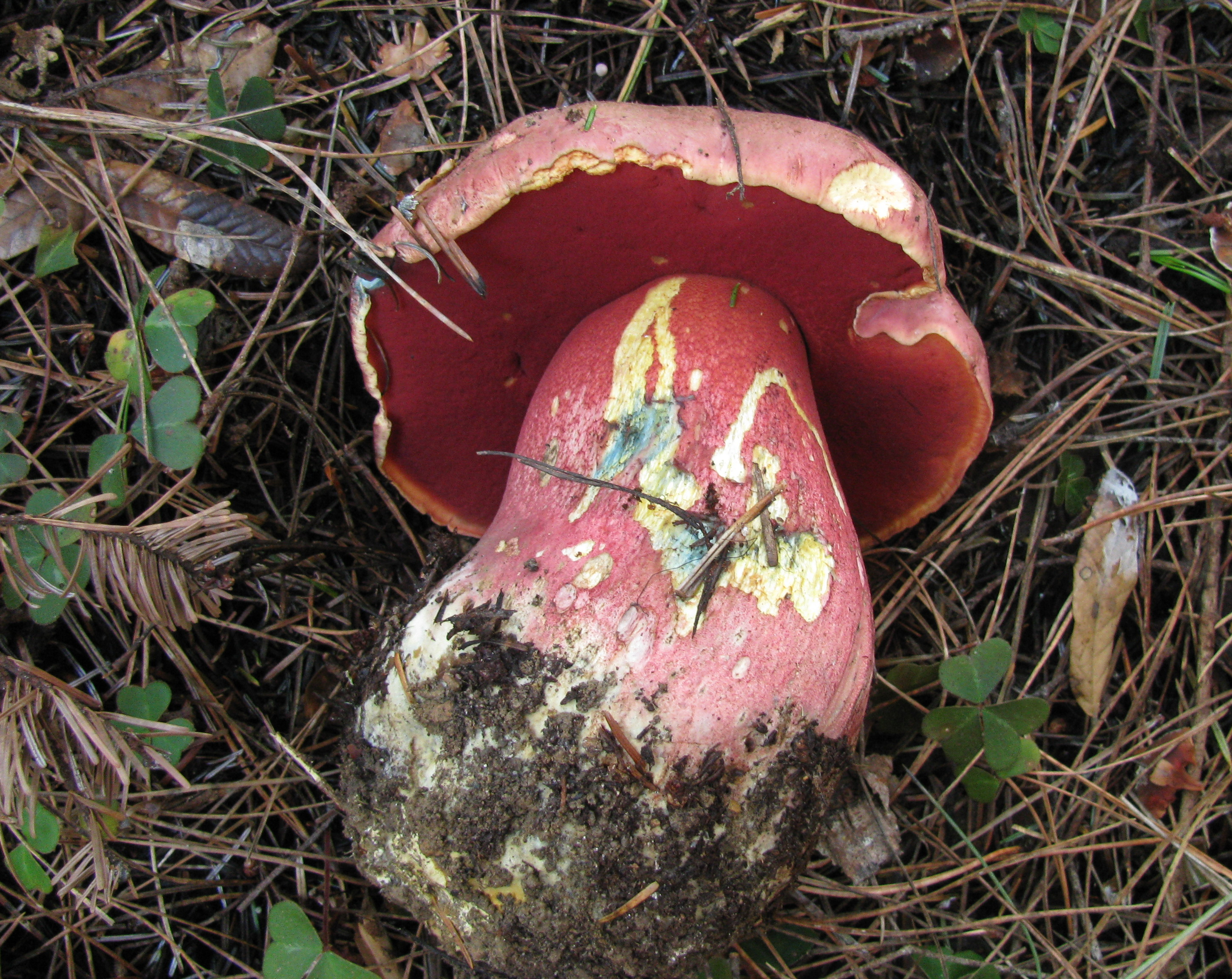
!!Rubroboletus pulcherrimus!!
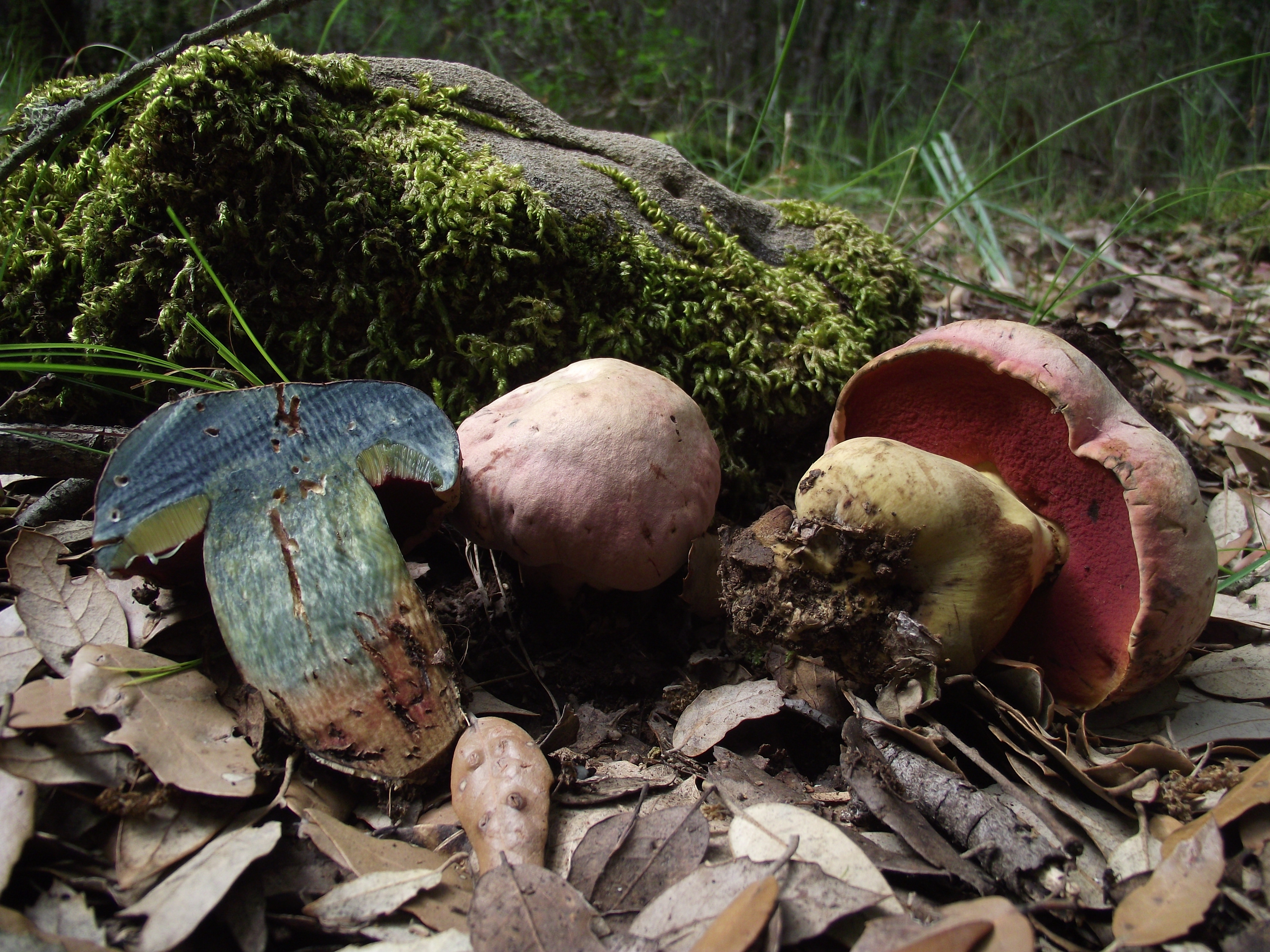
!!Rubroboletus lupinus!!
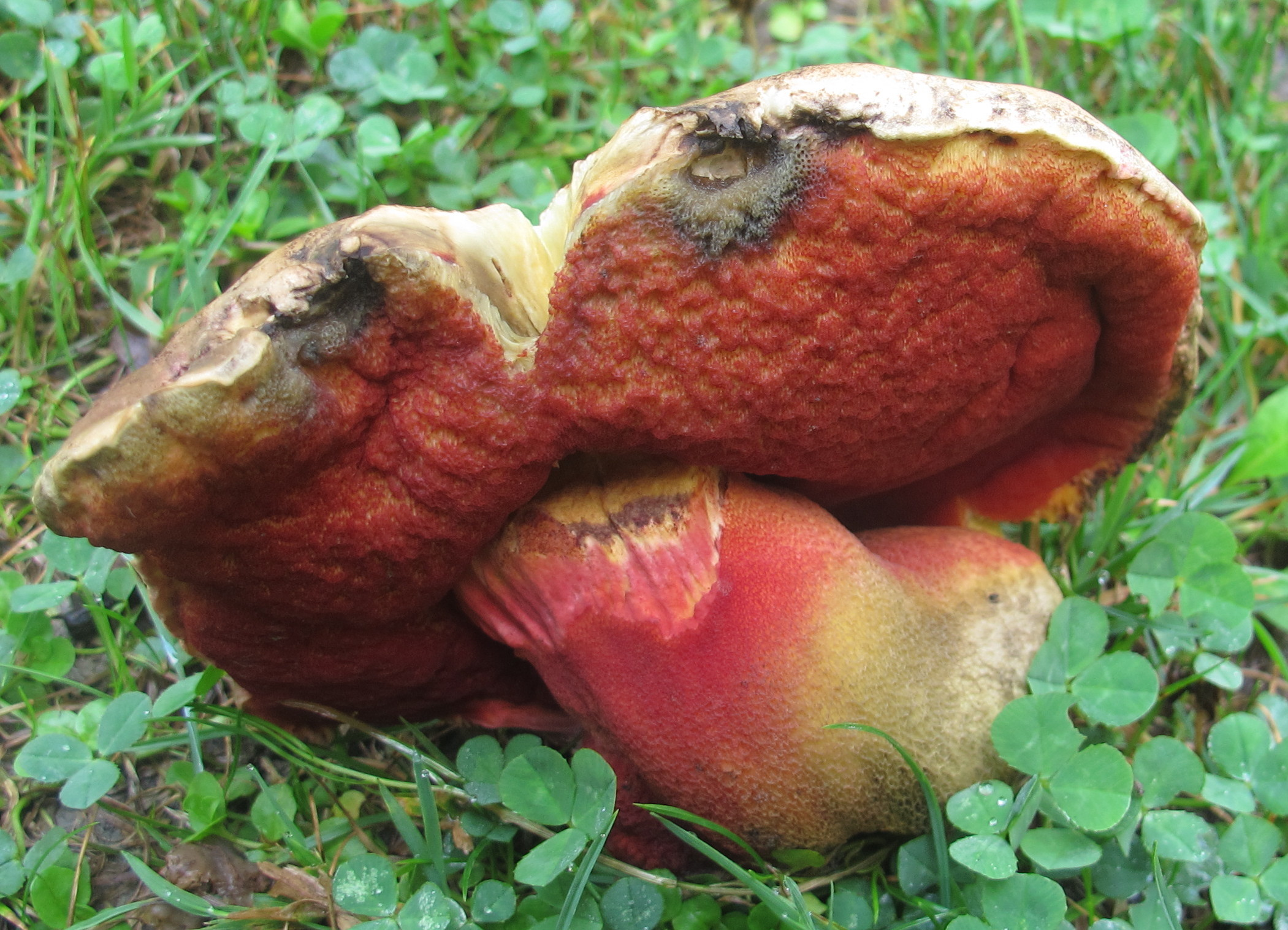
!!Rubroboletus rhodosanguineus!!
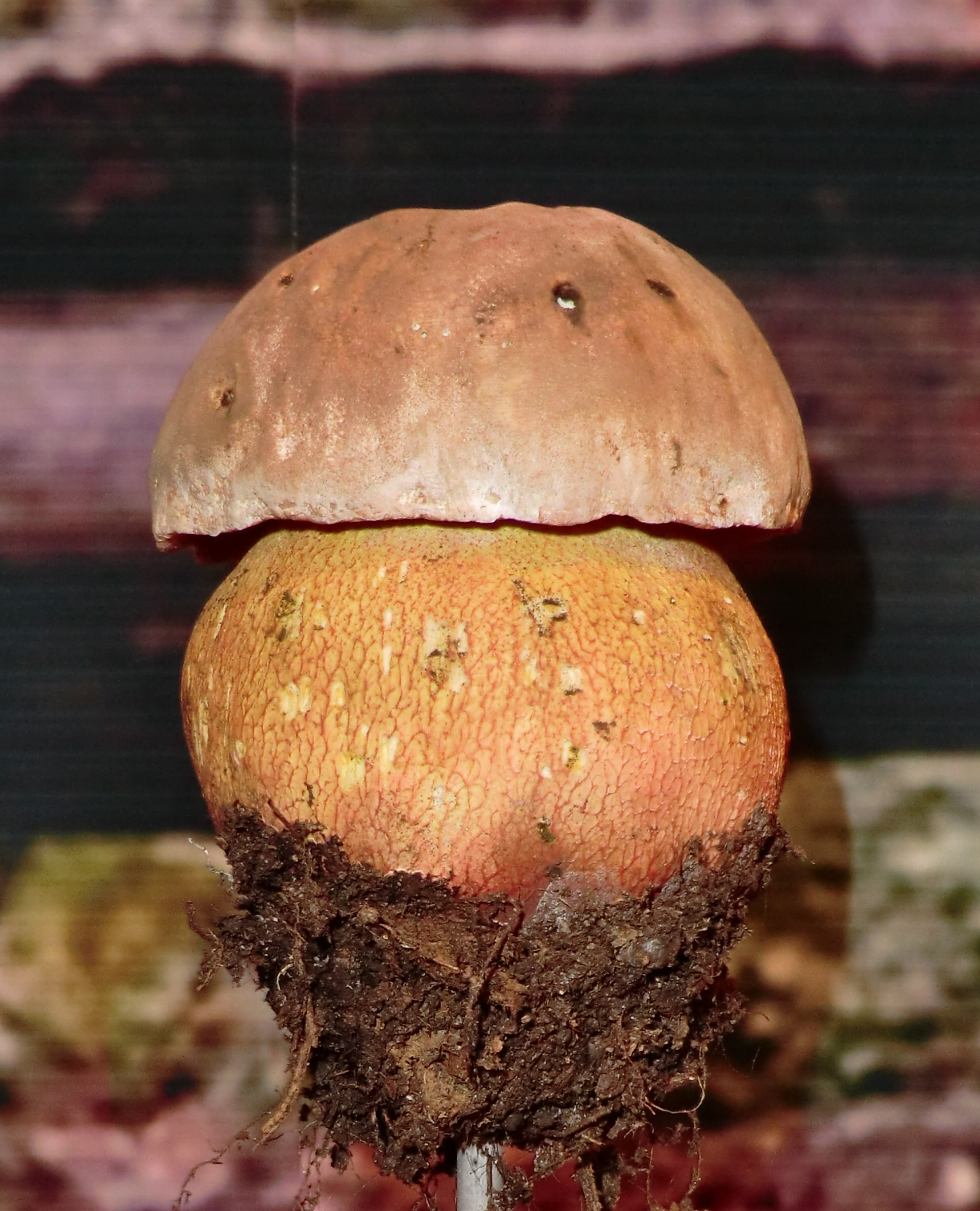
!Rubroboletus rhodoxanthus!
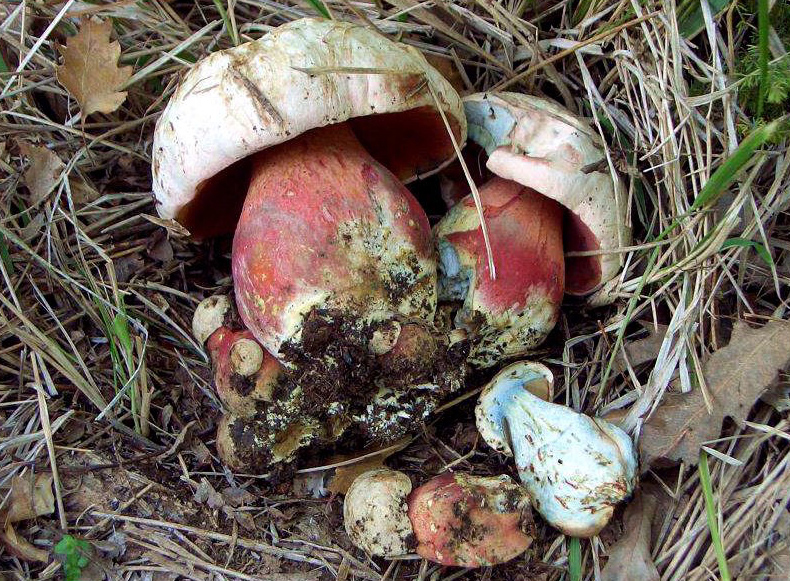
!!Rubroboletus satanas!!

## Valorificare
Fapt este că acest burete cărnos și ferm este ingerat crud în orice caz destul de toxic. Dar este puțin probabil că este deosebit de otrăvitor. Din păcate  studii referitoare la comestibilitate lipsesc până în prezent (2020). Astfel de exemplu, Bruno Cetto îl descrie ca probabil toxic, iar Pilzforum menționează că se presupune, ciuperca ar fi netoxică dacă este gătită suficient, dar ar fi cunoscute rapoarte despre tulburări gastrointestinale violente, motiv pentru care consumul ar trebui evitat din motive de siguranță.
Cum ar și fi, soiul este ușor de confundat cu cele toxice ale genului, mai departe este destul de rar, de aceea ar trebui să fie cruțat și lăsat la loc pentru a permite răspândirea lui.